# Labrus mixtus
Labrus mixtus là một loài cá biển thuộc chi Labrus trong họ Cá bàng chài. Loài này được mô tả lần đầu tiên vào năm 1758.

## Từ nguyên
Từ định danh của loài trong tiếng Latinh có nghĩa là "trộn lẫn", có lẽ hàm ý đề cập đến màu xanh lam và da cam hòa lẫn trên cơ thể của cá đực.

## Phạm vi phân bố và môi trường sống
L. mixtus có phạm vi phân bố ở Đông Bắc Đại Tây Dương. Loài này được tìm thấy từ bờ biển Na Uy trải dài về phía nam dọc theo Tây Phi đến Sénégal, bao gồm Vương quốc Anh và Ireland, cùng các quần đảo ngoài khơi là Açores, Madeira và quần đảo Canary; ở phía đông, loài này xuất hiện phổ biến ở bờ bắc và bờ tây của Địa Trung Hải, thưa dần về vùng biển phía đông (biển Levant).
L. mixtus sống gần các rạn san hô (đặc biệt là san hô mềm) và khu vực có nhiều tảo biển ở khu vực cận duyên hải, độ sâu khoảng từ 20 đến 200 m, nhưng thường được tìm thấy ở độ sâu trong khoảng 40–80 m.

## Mô tả
L. mixtus có chiều dài cơ thể tối đa được ghi nhận là 40 cm, nhưng chiều dài thường được quan sát là 30 cm. Chúng là loài dị hình giới tính rõ rệt và cũng là một loài lưỡng tính tiền nữ. Sự chuyển đổi giới tính từ cá cái sang cá đực diễn ra trong vòng 7 tháng.

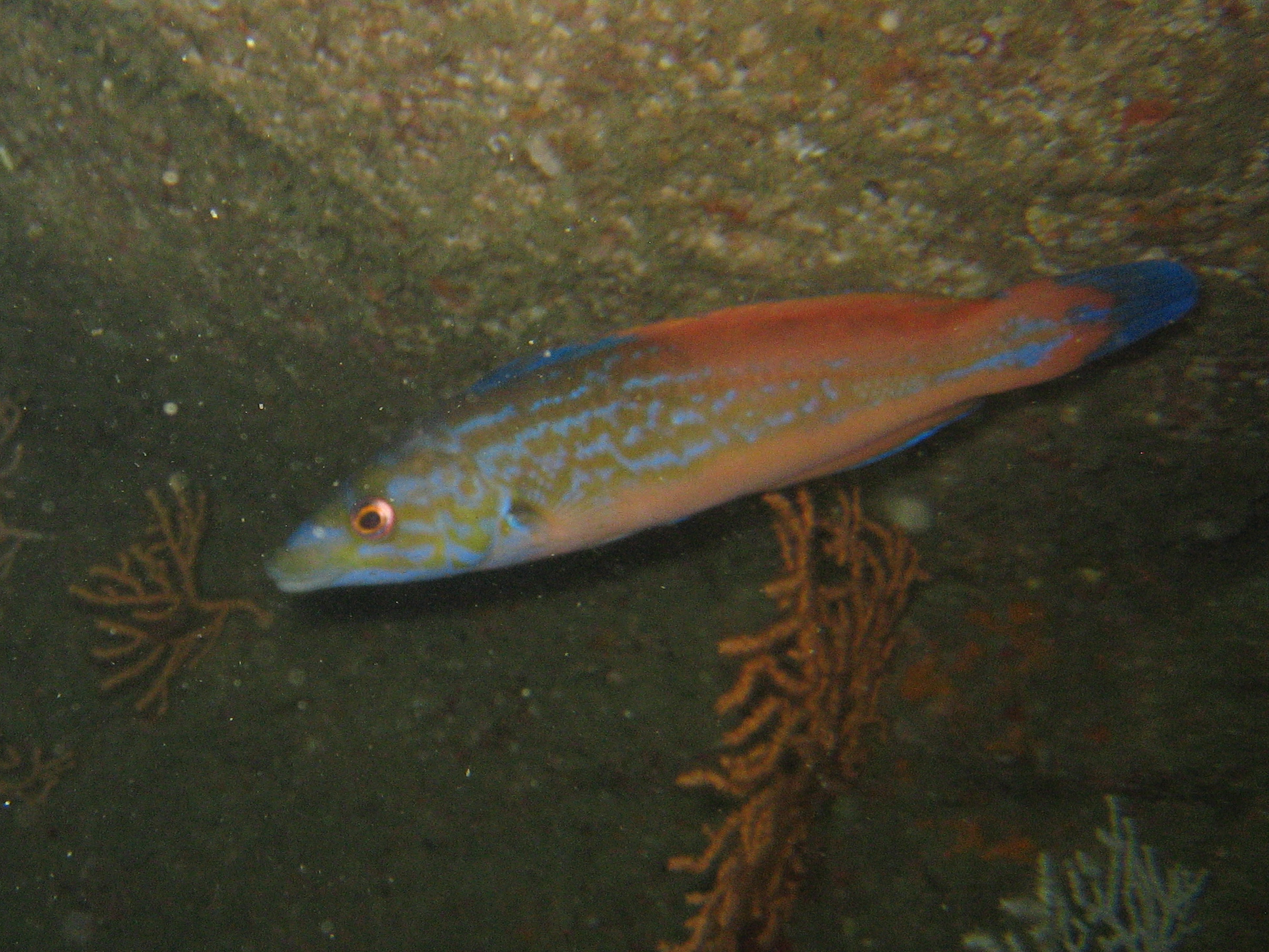
Cá đực

Cá đực có đầu và lưng trước (cũng như một phần vây lưng trước) màu xanh lam thẫm với những vệt màu xanh lục. Thân và các vây có màu cam hoặc màu vàng với các đường sọc ngang và đốm màu xanh lam trên lưng và hai bên thân. Cá cái có màu hồng cam hoặc đỏ tươi. Lưng và cuống đuôi có 2–3 vệt đốm đen lớn và một hàng các đốm trắng.
Số gai ở vây lưng: 16–19; Số tia vây ở vây lưng: 11–14; Số gai ở vây hậu môn: 3; Số tia vây ở vây hậu môn: 9–12.

## Hành vi và tập tính
Thức ăn chủ yếu của L. mixtus là các loài động vật giáp xác, và cũng bao gồm động vật thân mềm và những loài cá nhỏ. Loài thường sống đơn độc hoặc theo cặp (đối với cá con và đang lớn).
Cá cái đẻ khoảng 1000 quả trứng trong một cái tổ làm từ rong tảo được dựng bởi cá đực. Trứng được chăm sóc và bảo vệ bởi cá đực. Mùa sinh sản diễn ra từ tháng 3 đến tháng 7.